# Abd ul Azíz az Zuabí
Abd ul-Azíz az-Zuabí (arabsky عبد العزيز الزعبي‎, v hebrejské transkripci עבד אל-עזיז א-זועבי‎ 4. února 1926 – 14. února 1974) byl izraelský politik a poslanec Knesetu za strany Mapam a Ma'arach.

## Biografie
Narodil se v Nazaretu, kde vystudoval střední školu. Absolvoval pak arabskou vysokou školu v Jeruzalémě. Pracoval jako daňový úředník pro mandátní správu. V letech 1948–1958 pak byl úředníkem v Izraelské pozemkové správě. Patřil do komunity izraelských Arabů. Mezi jeho příbuzné patřil další izraelskoarabský politik Sajfuddín az-Zuabí a jeho neteří je izraelskoarabská politička Hanín Zuabí.

## Politická dráha
Působil jako tajemník odborového svazu státních zaměstnanců v Nazaretu. V roce 1956 byl jedním z organizátorů vzniku Židovsko-arabské asociace pro mír a rovná práva. Zakládal také arabský institut při vzdělávacím komplexu Giv'at Chaviva. Od roku 1958 byl členem strany Mapam. Vydával měsíčník al-Fadžar a týdeník al-Mersad. V letech 1961–1965 působil jako místostarosta Nazaretu, v letech 1965–1966 pak jako jeho starosta.
V izraelském parlamentu zasedl poprvé po volbách v roce 1965, do nichž šel za Mapaj. V průběhu funkčního období přešel do formace Ma'arach. Pracoval v parlamentním výboru pro záležitosti vnitra, výboru pro ekonomické záležitosti a výboru práce. Mandát obhájil ve volbách v roce 1969 za Ma'arach. Nastoupil jako člen do výboru pro záležitosti vnitra a výboru práce. Opětovně byl na kandidátce Ma'arach zvolen ve volbách v roce 1973. Zasedl ve výboru pro vzdělávání a kulturu. Zemřel v průběhu funkčního období. V Knesetu ho nahradil Chaviv Šim'oni.
Zastával i vládní post. V letech 1971–1974 byl náměstkem ministra zdravotnictví Izraele. Šlo o prvního nežidovského člena širšího izraelského kabinetu.